# Carta portolana

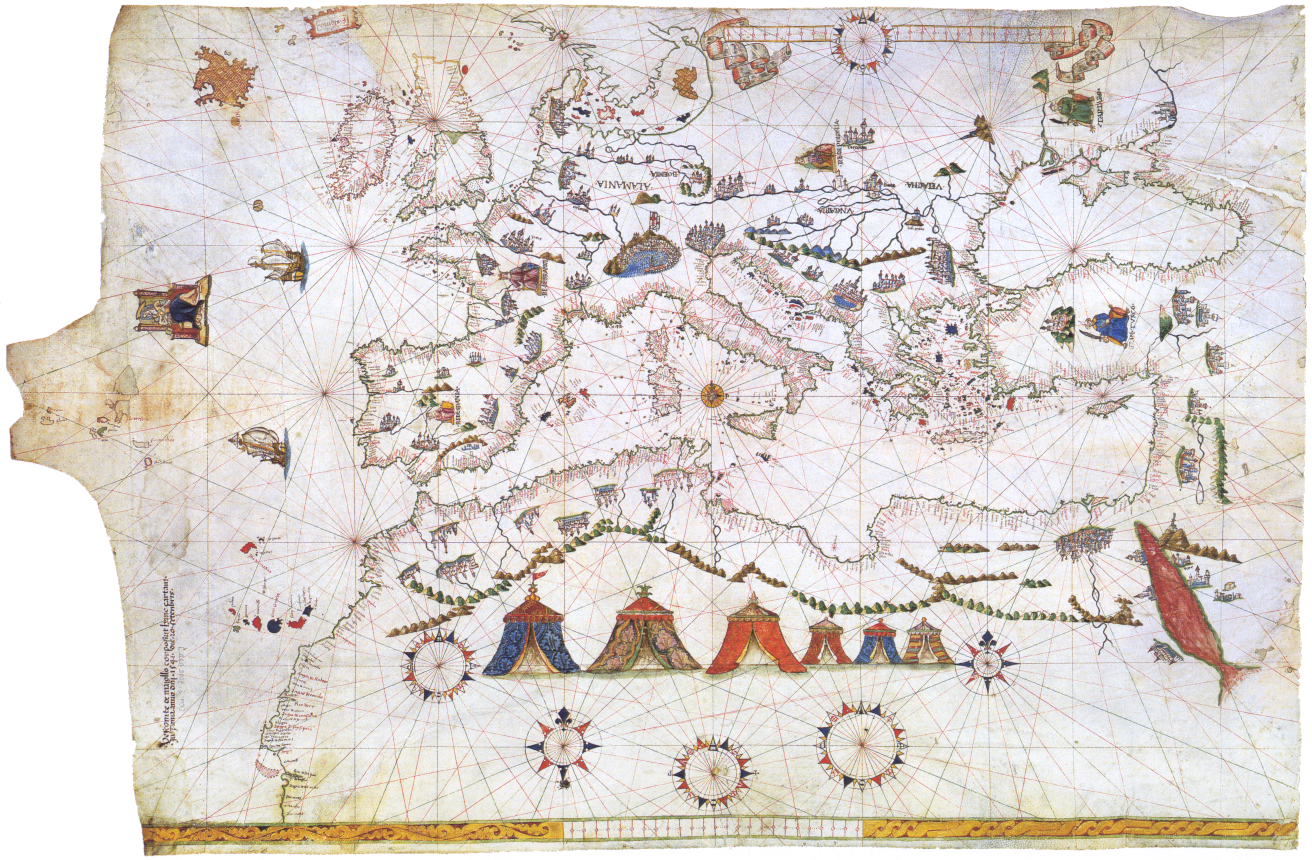
Una carta portolana de 1541

La carta portolana és un tipus de mapa nàutic, típic de la cartografia portolana, que servia essencialment per a localitzar els ports de mar i conèixer els perills que s'hi podien trobar, com ara els corrents o la poca fondària. Les cartes portolanes no eren gaire detallades, perquè només hi interessava el que afectava la navegació, i aquesta estava basada en el cabotatge. La carta portolana era elaborada principalment amb les dades que oferia la brúixola.
La carta portolana més antiga que es coneix és l'anomenada Carta pisana, datada a l'entorn de 1296. La carta portolana mallorquina més antiga que es conserva és la d'Angelí Dolcet, de 1339. Es van seguir emprant fins avançada l'edat moderna.
Hi ha dos tipus de cartes portolanes: les que són purament nàutiques i les que són nàutico-geogràfiques (amb informació i detalls de les terres interiors). Les cartes portolanes catalanes són d'aquest segon tipus, i majoritàriament eren fetes a Mallorca.

## Característiques i variants

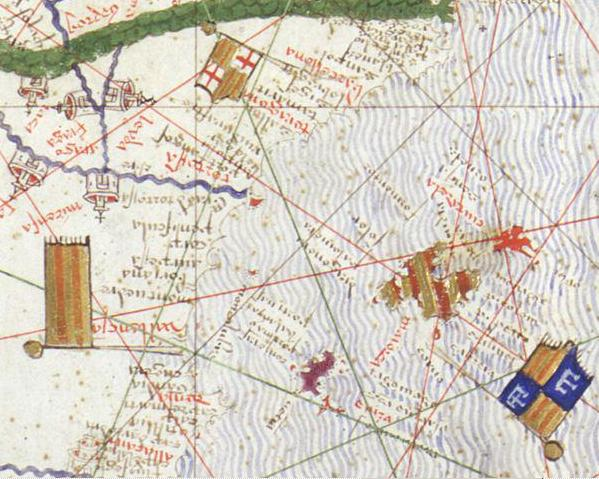
Atles de Cresques amb el llevant peninsular i Mallorques, 1375.

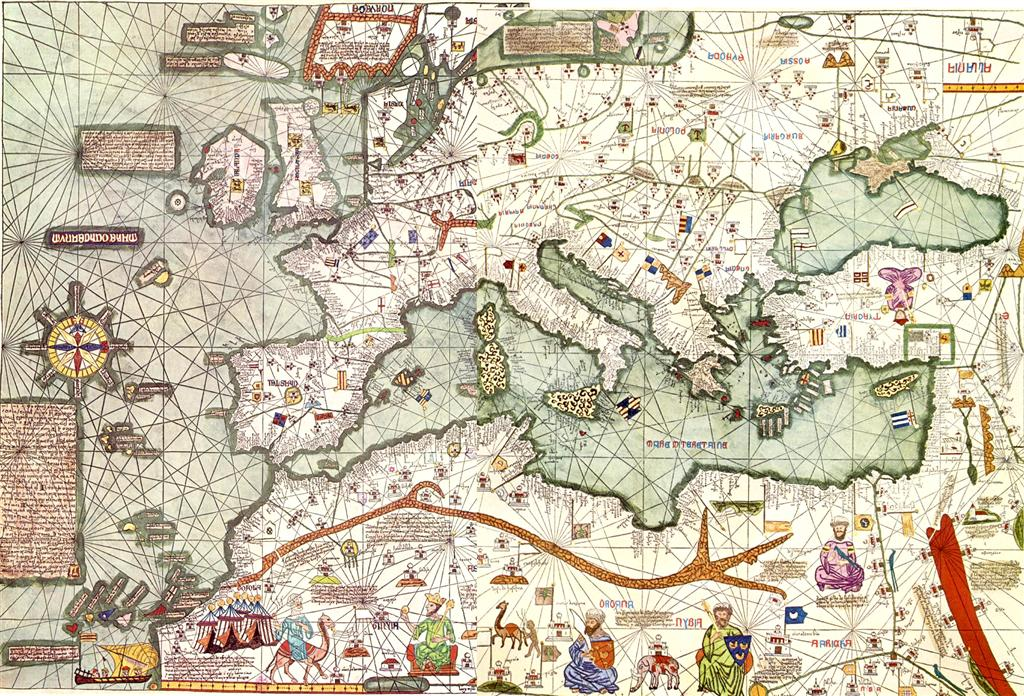
El Mediterrani, Atles de Cresques, 1375.

- Són com els mapes actuals, però amb anotacions.
- Tenen una retícula en el fons que representa els rumbs o línies de direcció de la rosa dels vents.
- L'escala gràfica utilitzada s'anomena tronc de llegües, que és la distància que hi ha des de qualsevol punt cardinal fins a un punt fix de la superfície de la Terra.

Hi ha dues menes de cartes portolanes: les nàutiques pures i les nàutico-geogràfiques. Les primeres representen amb tot detall les línies de costa o litoral; s'ocupen especialment de les costes del mar Mediterrani i de la mar Negra. Les segones són les que, amb la mateixa riquesa de detalls, representen els litorals i les zones interiors; l'àrea representada abasta, a vegades, tot el món conegut. En aquesta última mena de cartes portolanes es van distingir molt les catalanes, anomenades així per l'idioma que utilitzen en la toponímia i les llegendes, encara que fossin elaborades majoritàriament als tallers de Palma, a Mallorca.

## Procedència
Segons Catow, a l'obra Die Geschichte der Kartographie ("La història de la cartografía"), n'hi ha tres tipus:
- Italianes, normalment de Gènova, Venècia i Roma.
- Catalanes, amb la ciutat de Mallorca com a centre principal de producció.
- Portugueses, considerades com a derivades de les catalanes.

### Debat sobre origen mallorquí o italià
La qüestió de l'origen mallorquí o italià de les cartes portolanes és viva encara. Nordenskiöld la va posar sobre la taula en suposar que la carta model va ser catalana. Winter suposa paternitat italiana a les cartes portolanes nàutiques i catalana a les nàutico-geogràfiques. Caracci (Italiani i catalani nelle primitiva cartografia medieval, "Italians i catalans en la primitiva cartografia medieval", Roma, 1958) va contestar durament aquestes hipòtesis. La qüestió va quedar atrapada en una polèmica nacionalista que no conduïa enlloc.
És indiscutible que l'obra cartogràfica mallorquina les va superar totes, que la seva estilística i la seva tècnica van crear escola, i que va influir i formar molts italians que van acabar per fer, cartogràficament parlant, obra mallorquina. Per això, quan l'infant portuguès Enric el Navegant va voler introduir a Portugal la tècnica i la manufactura de les cartes portolanes, va acudir a la recerca d'un mestre a Mallorca i va contractar el jueu Jafudà Cresques, anomenat Jaume Ribes o Jaume de Mallorca al convertir-se al cristianisme.

### Cartes portolanes italianes
La copiosa sèrie de cartes portolanes italianes s'inicia a mitjan segle xiii, amb l'anomenada Carta pisana, que es conserva a la Biblioteca Nacional de França, a París. Al segle següent pertanyen la Carta de Carignano, desapareguda de la Biblioteca Nacional de Florència, on s'havia conservat durant molt de temps; l'obra cartogràfica del genovès Pietro Vesconte, l'il·lustrador de l'obra de Marí Sanuto, la de Francesco Pizigano (1373), amb influència de l'estilística mallorquina, i les de Beccaria, Canepa i dels germans Benincasa, naturals d'Ancona.

### Cartografia mallorquina
La novetat de la cartografia mallorquina són les cartes nàutico-geogràfiques, totes amb estilística comuna en la representació de certs accidents i zones geogràfiques. L'obra principal de la cartografia mallorquina és l'Atles Català, de Cresques Abraham, fet l'any 1375, i conservat a la Biblioteca Nacional de França. Aquesta obra, però, no és una carta portolana sinó un mapamundi en taules.
Cresques Abraham era un jueu mallorquí que va treballar al servei de Pere el Cerimoniós i el seu fill Joan. Al taller de bruixoler l'ajudava el seu fill Jafuda. L'Atles Català és un mapa del món i de les regions de la Terra amb representació dels diversos pobles que l'habiten, amb una introducció cosmogràfica i astrològica. L'obra va ser confeccionada a petició de l'infant Joan, fill de Pere el Cerimoniós, desitjós d'una representació fidel del món. Formen l'Atles sis grans fulls de pergamí encolats sobre 12 taules de fusta, i adopta així una disposició de paravent que permet plegar-lo. Cada taula és de 69 per 49 cm. Les quatre primeres (és a dir, els dos primers fulls) contenten textos i gràfics de caràcter geogràfic, astronòmic, astrològic i calendari. El més notable del mapamundi de Cresques és la representació d'Àsia, des de la mar Càspia fins a Catai (Xina) i el Japó, en què es té en compte la informació de Marco Polo i altres viatgers i escriptors, i la rosa dels vents.
Al segle xiv destaca també l'obra de Guillem Soler, que va conrear els dos estils, la carta nàutica i la nàutico-geogràfica. Al segle xv correspon la carta nàutica de Gabriel de Vallseca, de 1439, conservada al Museu Marítim de Barcelona. És notable per la perícia en l'execució i la profusió de detalls. La zona fosca del sud-oest de la carta és una taca de tinta produïda en la visita de Chopin, amb George Sand, al palau del comte de Montenegro, a Mallorca, on llavors es conservava. Es tracta d'un detall animadament relatat per l'escriptora a l'obra Un hivern a Mallorca.
| «                                   | Nous étions dans cette même bibliothèque de Montenegro, et le chapelain déroulait devant nous cette même carte nautique, ce monument si précieux et si rare, acheté par Améric Vespuce 130 ducats d'or, et Dieu sait combien par l'amateur d'antiquités le cardinal Despuig !.. lorsqu'un des quarante ou cinquante domestiques de la maison imagina de poser un encrier de liége sur un des coins du parchemin pour le tenir ouvert sur la table. L'encrier était plein, mais plein jusqu'aux bords ! .......On déroula lentement la carte, se flattant encore d'une vaine espérance ! Hélas ! l'encrier était vide ! La carte était inondée, et les jolis petits souverains peints en miniature voguaient littéralement sur une mer plus noire que le Pont-Euxin. | » |
| — Un hiver à Majorque. George Sand. | |   |

### Cartes portolanes portugueses
Les cartes portolanes portugueses, d'arrel mallorquina, com s'ha dit abans, tenen com a singularitat el fet de sobreposar a la malla dels vents les línies astronòmiques de l'equador i dels tròpics. Finalment, l'ampliació de l'horitzó geogràfic per parts dels portuguesos i els espanyols va exigir informacions que no podien proporcionar les cartes portolanes i això en determinà el final. Tanmateix, es van continuar elaborant durant els segles xvi i xvii.

## Documents
- 1373

| « | Mossen Olfo: com nos desigem haver la carta de navegar complida ab tot son arrendament e sestes, per ço us pregam que ns tremetats la dita carta be feta e devisada ab son levant e ponent, en que sia especialment tot l estret e quan fer se puixa del dit ponent e del dit estret anant vers ponent, car d aço ns farets plaer assenyalat, lo qual molt vos grahirem. Dada en Valencia, sots nostre segell secret, a .xxvi. de setembre de l any .mccclxxiii. | » |
| — Carta de l'infant Joan a Olfo de Proixida. Documents per l'historia de la cultura catalana mig-eval. Antoni Rubió i Lluch. Barcelona, 1908. Pàgina 251 | |   |